# Marco Columbro
Marco Columbro (Viareggio, 28 juin 1950) est un acteur et animateur de télévision italien.
Il fait ses débuts en tant qu'acteur de théâtre dans la seconde moitié des années 1970, puis se consacre à l'animation d'émissions de variétés quotidiennes pour les réseaux Fininvest, comme l'émission Tra moglie e marito (Les Mariés de l'A2) au cours de la décennie suivante.
Dans les années 1990, il est artistiquement lié à Lorella Cuccarini, avec laquelle il anime plusieurs éditions d'émissions de variétés telles que Paperissima (it) et Buona Domenica (it) (Bon dimanche), ainsi que le marathon caritatif Trenta ore per la vita (it) (Trente heures pour la vie). Il participe également en tant qu'acteur à des fictions, en particulier Caro maestro (it) (Cher professeur), une série télévisée produite en deux cycles différents au milieu de la décennie, dans laquelle il est le personnage principal.
Dans les années 2000, en partie à cause d'un anévrisme cérébral, sa carrière télévisuelle a connu un recul au profit, toutefois, de l'activité théâtrale. Il a remporté 13 Telegatti,.

## Biographie

### Les années 1970: les débuts
Après des études de psychologie et de pédagogie à l'université de Florence, il travaille pendant dix ans dans des compagnies théâtrales, dont la Compagnia della Forca, aux côtés de Dario Fo et de Zuzzurro e Gaspare (it). Il fait ses débuts à la télévision en 1975, en participant au scénario Marco Visconti (en), réalisé par Anton Giulio Majano. Pour le Teatro alla Scala de Milan, dirigé par Donato Renzetti et mis en scène par Dario Fo, il joue en 1978 et 1979 dans L'Histoire du soldat, qui tourne dans toute l'Italie, et en 1980 dans Gli arcangeli non giocano a flipper (Les anges ne jouent pas au flipper), toujours sur un texte et dans une mise en scène de Fo. En 1979, il participe à la première édition de l'émission Fantastico (en) (Fantastique), diffusée sur Rai 1. Au printemps 1980, il fait partie des protagonistes de l'émission de variétés C'era due volte (it) (À deux reprises) d'Enzo Trapani et, cet été-là, il anime la première édition de Fresco fresco (it) (Frais frais), avec Cinzia De Carolis et Patricia Pilchard (it).

### Les années 1980: la gloire avecHelp!etLes Mariés de l'A2
En 1980, il anime la première émission quotidienne de la toute jeune Canale 5, Buongiorno Italia (it) (Bonjour l'Italie), diffusée dans la tranche matinale, aux côtés d'Antonella Vianini. En 1981, il est choisi pour être la voix de la marionnette Five (it), la mascotte de la chaîne, présente dans Pomeriggio con Five (Après-midi avec Five), l'une des premières émissions de dessins animés de Mediaset. Dans le même programme, il travaille aux côtés de Fabrizia Carminati (it) sur des sketches pour enfants. Au cours de la même période, il apparaît également dans de nombreux spots publicitaires, comme ceux de Magnesia bisurata aromatic en 1981 et de Kinder Brioss en 1983.
Au cours de la saison 1983-1984, il participe à la première série de l'émission Drive In (it),. Dans la seconde moitié des années 1980, il anime divers programmes quotidiens tels que Autostop (it), un jeu télévisé avec la participation de Paola Perego (en) ; Help! (it), avec Fabrizia Carminati ; C'est la vie (it) et Studio 5 (it), ce dernier étant animé au cours de la saison 1986/1987 en tandem avec Roberta Termali (it). En 1986 et 1987, il a également animé avec Corrado Tedeschi le concours de beauté Miss Italie, également sur Channel 5. Lors de la première édition, c'est la Napolitaine Roberta Capua qui remporte le prix convoité, tandis que l'année suivante, c'est la Frioulane Michela Rocco di Torrepadula qui l'emporte.
Toujours en 1986, il coanime avec Ernst Thole (it) l'émission de variétés Cabaret per una notte (it) (Cabaret pour une nuit),, diffusée en prime time sur Italia 1. En 1987, il poursuit son activité télévisuelle en animant de façon permanente Tra moglie e marito (Les Mariés de l'A2), une émission d'avant-soirée sur Canale 5, qu'il dirige pendant quatre éditions, jusqu'en 1991. Grâce au succès de cette émission, il remporte son premier Telegatto en tant que personnalité masculine de 1989, tandis qu'en 1988, l'émission elle-même est récompensée en tant que Révélation de l'année et en 1989 et 1990 en tant que Meilleur jeu télévisé.

### Les années 1990: l'association avec Lorella Cuccarini et le succès de nombreux drames

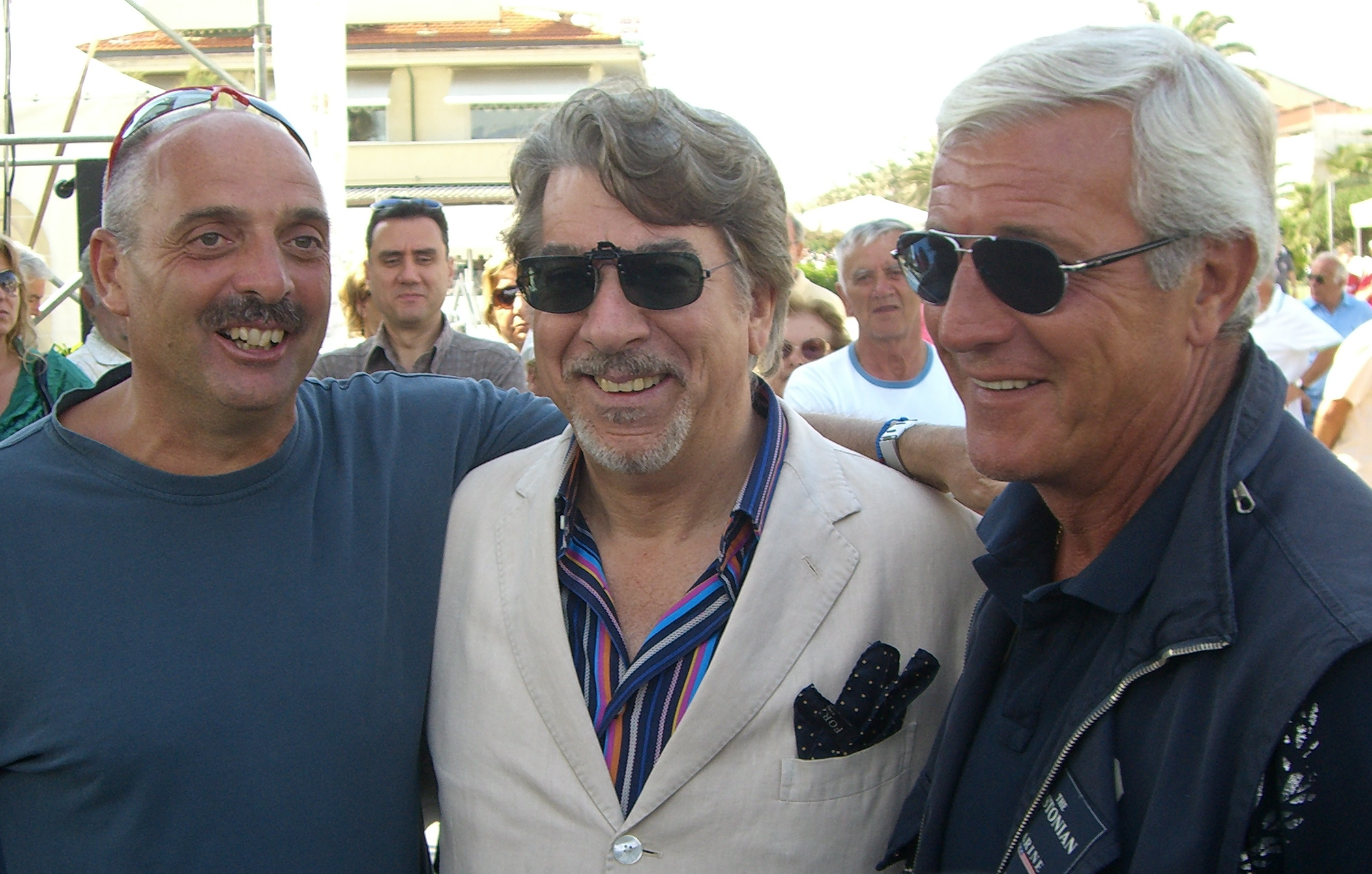
Columbro (au centre) avec (à gauche) et Marcello Lippi (à droite) en 2008

En 1989, il présente quelques émissions spéciales pour Canale 5, dont Una sera c'incontrammo (Un soir, nous nous sommes rencontrés), consacrée aux amoureux le soir de la Saint-Valentin, au cours de laquelle il inaugure sa longue association professionnelle avec Lorella Cuccarini. Il fait ses débuts en prime time durant l'été 1990, en présentant l'émission de variétés Bellezze al bagno (Belles dans l'eau (it)), qui est également reprise pour une édition hivernale, diffusée entre janvier et février 1991, intitulée Bellezze sulla neve (Belles sur la neige (it)), qu'il anime non seulement avec Cuccarini, mais aussi avec Francesco Salvi (en).
De 1991 à 1993, les deux présentateurs ont animé avec succès deux éditions de Buona Domenica, de 1991 à 2000 cinq éditions de Paperissima (dont il a commenté les vidéos avec Lorella Cuccarini) et de 1994 à 2001 quatre éditions de Trenta ore per la vita. En 1992, il remporte son deuxième Telegatto en tant que personnalité masculine de l'année. Toujours aux côtés de Lorella Cuccarini, il est en 1995 à la tête de La grande avventura (it), un programme événementiel célébrant les quinze ans de Mediaset (qui s'appelait encore Fininvest à l'époque), dans lequel les deux présentateurs, ainsi que toutes les personnalités les plus appréciées de l'entreprise, reconstituent l'histoire du groupe Biscione.
Ensemble, ils ont également animé le Galà della pubblicità (it) (gala de la publicité) et Stelle a quattro zampe (Étoiles à quatre pattes) en 1997 et l'émission de variétés du samedi soir A tutta festa (Fête complète), diffusée au printemps 1998, dans laquelle la Premiata Ditta (it) participait également à des sketches comiques. En revanche, il a présenté seul Canzoni spericolate (it) (Chansons sans espoir), une émission de variétés diffusée en prime time sur Canale 5, en avril 1994. En 1999, il présente Il grande bluff (it) à la fin du mois de mai et, du 24 septembre au 26 novembre, Scherzi a parte (Blague à part) avec Simona Ventura,. En 2000, il présente la dernière édition du concours musical Vota la voce (it) (Note la voix), toujours aux côtés de Cuccarini, avec qui il revient animer une nouvelle édition de Stelle a quattro zampe en 2001, et avec qui il est présent dans la soirée Ricomincio da 20, animée par Mike Bongiorno et Paolo Bonolis, pour célébrer le vingtième anniversaire de la naissance de Canale 5.
Il a alterné sa carrière de présentateur avec celle d'acteur, entamée dans sa jeunesse, en participant à diverses fictions de Mediaset. En 1993, il joue avec Nancy Brilli dans la mini-série Papà prende moglie (Le père prend sa femme), réalisée par Nini Salerno (it) ; en 1998, il est rejoint par Sabrina Ferilli dans Leo e Beo (it), où il joue le rôle de Leo, propriétaire du chien Beo doublé par Leo Gullotta ; et la même année, il joue également dans le drame policier Il commissario Raimondi (it) (Commissaire Raimondi), réalisé par Paolo Costella, avec Barbara De Rossi.
En 1996, il a joué dans la série télévisée à succès Canale 5, réalisée par Rossella Izzo (it) Caro maestro (it) (Cher professeur), dans laquelle il interprétait le rôle de Stefano Giusti, un professeur d'école primaire. Parmi les interprètes à ses côtés figurent Elena Sofia Ricci, Sandra Mondaini, Franca Valeri et Francesca Reggiani (it). Avec une moyenne de 7 484 000 téléspectateurs, une deuxième saison a été diffusée l'année suivante, dans laquelle la distribution a été reconfirmée avec l'ajout de Stefania Sandrelli et Antonella Elia (it). Ce cycle a également enregistré d'excellentes audiences, à tel point que les scénaristes ont envisagé de faire une troisième saison, mais cela n'a pas abouti en raison du refus de Columbro qui, de peur de rester prisonnier de son personnage, a décidé de ne pas jouer dans une autre saison.
En 2001, il a joué avec Eliana Miglio dans Non ho l'età (en) (Je n'ai pas l'âge), un téléfilm réalisé par Giulio Base. Malgré ses engagements télévisuels, Columbro poursuit également sa carrière théâtrale, entamée à la fin des années 1970. Pendant deux saisons, de 1994 à 1996, il a joué avec Lauretta Masiero et Mariangela D'Abbraccio (it) dans la comédie Twist de Clive Exton. De 1997 à 1999, il joue avec Barbara De Rossi dans Le Canard à l'orange de Marc-Gilbert Sauvajon, puis en 2001 dans Même heure l’année prochaine de Bernard Slade avec Maria Amelia Monti (it), dans une mise en scène de Patrick Rossi Gastaldi (it).

### Les années 2000: l'éloignement de la télévision et le succès au théâtre

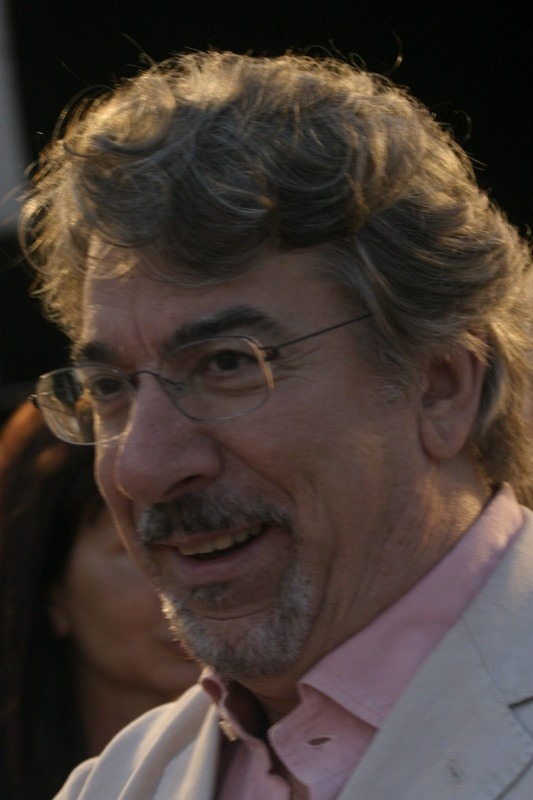
Marco Columbro en 2007

Le 7 décembre 2001, lors d'une visite au monastère tibétain Samteng Ling à Graglia, dans la province de Biella, il est victime d'un anévrisme cérébral qui le plonge dans le coma pendant un mois à l'hôpital de Novare,. Remis de sa maladie, il remplace Teo Teocoli à l'automne 2002 sur Paperissima, aux côtés de Natalia Estrada (it). La même année, il participe en tant que personnage principal à la comédie de situation Ugo (en), produite en 2002, aux côtés de Barbara D'Urso ; tandis qu'en 2003, il fait à nouveau équipe avec Lorella Cuccarini, en présentant une édition de Scommettiamo che...? (Nous parions que...?) sur Rai 1, mais avec un faible taux d'audience.
Il s'agit de la dernière émission animée par Columbro, qui s'est ensuite consacré principalement au théâtre et a ouvert une entreprise d'agritourisme en Toscane. Depuis 2003, il est en tournée, entre autres, avec l'adaptation théâtrale de Funny money aux côtés de Francesca Draghetti (it) de Premiata Ditta, puis Tootsie (2006) avec Chiara Noschese (it), Romantic Comedy (2008/2009) avec Mariangela D'Abbraccio (it) et sous la direction d'Alessandro Benvenuti, et Daddy Blues (2011) avec Paola Quattrini et sous la direction de Vincenzo Salemme (it). En 2011, il revient à la télévision dans la distribution du drame Baciati dall'amore (it) (Embrassé par l'amour) diffusé en prime time sur Canale 5, réalisé par Claudio Norza (it), avec Giampaolo Morelli, Gaia Bermani Amaral (it), Lello Arena et Marisa Laurito.
La même année, il a défié sa partenaire historique de variétés Lorella Cuccarini dans la cuisine lors d'un épisode spécial de La prova del cuoco (it) (L'épreuve du cuivre), animé par Antonella Clerici sur Rai 1. Depuis le 11 juin 2012, il est l'un des présentateurs de Vero Capri (it) avec Corrado Tedeschi, Laura Freddi (it), Marisa Laurito, Maria Teresa Ruta, Alba Parietti, Zuzzurro e Gaspare (it) et Margherita Zanatta (it) sous la direction artistique de Maurizio Costanzo. Columbro alterne avec les autres dans la conduite des talk-shows Home, Health, Hobbies, Cooking, Fashion, Travel. Cependant, la chaîne n'a pas enregistré l'audience espérée et, à l'automne 2013, elle a annulé ses programmes et commencé à diffuser des télénovelas latino-américaines, en résiliant les contrats des présentateurs qu'elle avait engagés.
De 2012 à 2014, il connaît le succès avec Il vizietto (La Cage aux folles), une reprise de la pièce française La Cage aux Folles de Jean Poiret, dans laquelle il joue sur les scènes de toute l'Italie avec Enzo Iacchetti et Russell Russell (it). À la télévision, il réapparaît le 26 avril 2013 en tant que super-animateur avec Lorella Cuccarini dans un épisode de Paperissima animé par Gerry Scotti et Michelle Hunziker,, tandis que le 17 juillet de la même année, il est l'invité de l'émission animée par Alfonso Signorini Studio 5, un programme célébrant l'histoire de Canale 5 à travers ses protagonistes historiques.
En 2014, il participe en tant que candidat au talent show de Rai 1 Si può fare! (C'est faisable !) animé par Carlo Conti. Du 30 mars au 6 avril, il participe avec Cuccarini, Mario Biondi, Giuseppe Vessicchio (it) et Giovanni Muciaccia (it) à la croisière solidaire Trenta ore per la vita à l'occasion du 20e anniversaire de l'association. La même année, il est au théâtre avec Gaia De Laurentiis (it) dans le spectacle Même heure l'année prochaine. Au cours de l'été 2015, il revient sur les réseaux de Mediaset pour témoigner en faveur d'Ariel, une entreprise spécialisée dans le secteur de l'air conditionné. Le 26 février 2017, il est invité avec Lorella Cuccarini dans l'émission Che tempo che fa (Quel temps il fait) de Fabio Fazio (it) sur Rai 3.
C'est au cours de ces années qu'il s'éloigne du monde du spectacle et se consacre à une entreprise privée et à une activité touristique,.

## Vie privée
Dans les années 1990, il a eu une relation avec Elena Perrucchini, avec qui il a eu un fils en 1993. Après une seconde relation avec Stefania Santini de 2008 à 2011, il s'est fiancé à Marzia Risalti, avec laquelle il dirige un hôtel près de Sienne.

## Intérêt pour la philosophie et les sujets spirituels
En 1986, il commence son activité de vulgarisation en donnant des conférences sur des sujets spirituels. En 1994, il crée Five Show Production, une agence dont l'objectif est de faire connaître la philosophie et la doctrine mystique des maîtres bouddhistes.
Lors d'un voyage au Tibet et en Inde, il a rencontré le 14e Dalaï Lama. Il était un ami de Lama Gangchen (it) (décédé en 2020) et est un ami de Lama Paljin, deux des principaux propagateurs du bouddhisme tibétain en Italie.
Il affirmait croire aux extraterrestres et que Jésus était "un extraterrestre", soutenant les théories de l'écrivain Mauro Biglino (it) sur la Bible, l'ufologie et la théorie des anciens astronautes,.

## Filmographie

### Cinéma
- 1978 : Geppo il folle (Geppo le fou), réalisé par Adriano Celentano[42]
- 1980 : Il bisbetico domato (Le Vieux Garçon), réalisé par Castellano et Pipolo
- 1981 : Le corderie dell'immaginario (La corderie de l'imaginaire), réalisé par Ettore Pasculli (it)
- 2004 : Tommaso è andato via (Thomas est parti), réalisé par Alberto Negro
- 2006 : Parentesi tonde (it) (Supports ronds), réalisé par Michele Lunella

### Télévision
- 1975 : Marco Visconti, réalisé par Anton Giulio Majano (Programme national)
- 1976 : Paganini, réalisé par Dante Guardamagna (it)
- 1978 : Dopo un lungo silenzio (Après un long silence), réalisé par Piero Schivazappa
- 1979 : L'affare Stavisky (L'affaire Stavisky), réalisée par Luigi Perelli
- 1980 : Paura sul mondo (Peur sur le monde), réalisé par Domenico Campana
- 1987 : I ragazzi della 3ª C (it) (Les garçons de la 3e C), réalisé par Claudio Risi - épisodes 1-2
- 1988 : I cinque del quinto piano (it) (Les cinq du cinquième étage), réalisé par Guido Stagnaro (it) - épisodes 1-67
- 1991 : I tre moschettieri (Les Trois Mousquetaires), réalisé par Beppe Recchia (it)
- 1993 : Papà prende moglie (it) (Le père prend sa femme), réalisé par Nini Salerno
- 1996 : Caro maestro (en) (Cher professeur) réalisé par Rossella Izzo (it)
- 1997 : Caro maestro 2 (it) (Cher professeur 2) réalisé par Rossella Izzo
- 1998 :
  - Leo e Beo (it), réalisé par Rossella Izzo
  - Il commissario Raimondi (it) (Commissaire Raimondi), réalisé par Paolo Costella
- 2001 : Non ho l'età (Je n'ai pas l'âge), réalisé par Giulio Base
- 2002 : Non ho l'età 2 (Je n'ai pas l'âge 2), réalisé par Giulio Base
- 2002-2003 : Ugo (it), réalisé par Giorgio Bardelli
- 2005 : Dai la mano, Dalai! (Serrez-vous la main, Dalai !)
- 2011 : Baciati dall'amore (it) (Embrassé par l'amour), réalisé par Claudio Norza

### Doublage
- Whisky, le terrier écossais dans Lilli e il vagabondo (La Belle et le Clochard) (ed. 1997)

## Théâtre
- 1976 : Arlecchino scegli il tuo padrone (Harlequin choisissez votre maître)
- 1978 : L'Histoire du soldat
- 1980 : Gli arcangeli non giocano a flipper (Les archanges ne jouent pas au flipper (it))
- 1982 : Cinquant'anni d'amore (Cinquante ans d'amour)
- 1995 : Twist
- 1997 : L'anatra all'arancia (Le Canard à l'orange)
- 2001 : L'anno prossimo alla stessa ora (L'année prochaine à la même heure)
- 2003 : Funny money (Drôle d'argent)
- 2006 : Tootsie
- 2008-2009 : Scherzi di cuore (Blagues sincères)
- 2011 : Daddy Blues
- 2012-2014 : Il vizietto (La Cage aux folles)
- 2014-2015 : Alla stessa ora il prossimo anno (À la même heure l'année prochaine)

## Télévision
- 1979 : Fantastico (Rete 1)
- 1980 :
  - Fresco fresco (Frais frais) (Rete 1)
  - C'era due volte (À deux reprises) (Rete 2)

1980-1983 : Buongiorno Italia (Bonjour Italie) (Canale 5)
- 1981-1984 :
  - Pomeriggio con Five (Après-midi avec Five) (Canale 5)
  - Five Time (Canale 5)
  - Domenica con Five (Dimanche avec Five) (Canale 5)
- 1983-1984 :
  - Drive In (Italia 1)
  - Beauty Center Show (Italia 1)
- 1984 :
  - La luna nel pozzo (La lune dans le puits) (Canale 5)
  - Risatissima (Canale 5)
  - Autostop (Italia 1)
- 1984-1985 : Help! (Canale 5)
- 1985 : Concerto per Amore (Italia 1)
- 1985-1986 : C'est la vie (Canale 5)
- 1986 :
  - Miss Italia (Italia 1)
  - Cabaret per una notte (Cabaret pour une nuit) (Italia 1)
- 1986-1987 : Studio 5 (Canale 5)
- 1987-1991 : Tra moglie e marito (Entre mari et femme) (Canale 5)
- 1989 :
  - Ciao Primavera (Bonjour le printemps) (Canale 5)
  - Tutti a scuola (Tous à l'école) (Canale 5)
  - Una sera ci incontrammo (Un soir, nous nous sommes rencontrés) (Canale 5)
  - Un autunno tutto d'oro (Un automne doré) (Canale 5)
- 1990 :
  - Star 90 (Rete 4) Giudice
  - Bellezze al bagno (Belles dans l'eau) (Canale 5)
- 1990-1991 : Buon compleanno Canale 5 (Bon anniversaire Canale 5) (Canale 5)
- 1991 : Bellezze sulla neve (Belles dans la neige) (Canale 5)
- 1991-1993 : Buona Domenica (Bon Dimanche) (Canale 5)
- 1991-1992 ; 1994-2003 : Paperissima - Errori in TV (Paperissima - Les erreurs à la télévision) (Canale 5)
- 1992 ; 1995 ; 1997 ; 1999 ; 2003 : SuperPaperissima (Canale 5)
- 1994 :
  - Canzoni spericolate (Chansons sans espoir) (Canale 5)
  - Festival Italiano 1994 (Festival italien 1994) (Canale 5) Concorrente
- 1994-2001 ; 2014 : Trenta ore per la vita (Trente heures pour la vie) (Reti Mediaset ; Reti Rai)
- 1995 : La grande avventura (La grande aventure) (Canale 5, Italia 1, Rete 4)
- 1997 : Il galà della pubblicità (Le gala de la publicité) (Canale 5)
- 1997 ; 2001 : Stelle a quattro zampe (Étoiles à quatre pattes) (Canale 5)
- 1998 : A tutta festa (Fête complète) (Canale 5)
- 1999 :
  - Il grande bluff (Canale 5)
  - Scherzi a parte (Blague à part) (Canale 5)
- 2000 : Vota la voce 2000 (Note la voix 2000) (Canale 5)
- 2001 : Festival della Papera (Festival du canard) (Canale 5)
- 2003 : Scommettiamo che...? (Vous voulez parier... ?) (Rai 1)
- 2012 : Miss Padania (Rete 4)
- 2012-2013 : Talk show di Vero TV
- 2014 : Si può fare! (C'est possible !) (Rai 1) Concorrente
- 2020-2021 : Greenbiz di Business24 (Sky canale 511)
- 2022 : Leader di Business24 (Sky canale 511)

## Radio
- 1977 : Rosa Luxemburg- prose radiophonique (Rai Radio Uno)
- 1979 : I grandi reportage: Ernest Hemingway (Les grands reportages : Ernest Hemingway) - Dans Madrid assiégée (Rai Radio Uno)

## Discographie
- Five/Ma che Five (1981) (Five Record FM 13007) publié sous le titre Five
- New Five Time (1983) (Five Record FM 13030) publié sous le titre Five avec Cristina D'AvenaAllora Ditelo (1990) (Five Record FM 13265) (chanson du générique de Belles dans l'eau)
- Oh signorina (1991) (Five FM 13267) avec Lorella Cuccarini et Francesco Salvi (thème final de Belles dans la neige)
- Le voci del cuore (1994) avec Alberto Castagna (présenté dans le programme Festival italien)
- Caro Maestro (1996)

## Publicité
- Magnesia bisurata aromatic, (1981)
- Kinder Brioss, (1983)
- Standa, (1988-1991)
- Ariel energia, (dal 2015)

## Œuvres
- Tivù Tivù
- Autoguarigione tantrica di Lama Gangchen (Auto-guérison tantrique par Lama Gangchen)

## Prix
- 1988 : Telegatto Émission révélation de l'année avec Entre mari et femme
- 1989 : Telegatto comme personnalité masculine de la télévision de l'année
- 1989 ; 1990 : Telegatto Le meilleur jeu télévisé avec Entre mari et femme
- 1991 : Telegatto Diffusion de l'année avec Paperissima
- 1991 : Telegatto Le meilleur jeu télévisé avec Belles sur la neige
- 1992 : Telegatto comme personnalité masculine de la télévision de l'année
- 1993 : Telegatto Meilleure émission de variétés avec Bon Dimanche
- 1997 : Telegatto Meilleure émission de variétés avec Paperissima
- 1997 : Telegatto Meilleur téléfilm avec Cher professeur 2
- 1998 ; 2000 ; 2001 : Telegatto Émission télévisée utile avec Trente heures pour la vie